# Мара Брунетті
Мара Брунетті (італ. Mara Brunetti, 9 квітня 1976) — італійська синхронна плавчиня.
Учасниця Олімпійських Ігор 1996, 2000 років.